# Sabina Schulze
Sabina Schulze (Lipsia, 19 marzo 1972) è un'ex nuotatrice tedesca orientale.

## Carriera
Ha vinto la medaglia d'oro alle olimpiadi di Seul 1988 nella 4x100m stile libero e la medaglia d'oro ai campionati mondiali di nuoto di Madrid 1986 nella 4x100m stile libero.

## Palmarès
- Mondiali

Madrid 1986: oro nella 4x100m stile libero.